# Championnat de France féminin de rink hockey 2016-2017
Navigation
Nationale 1 2015-2016 Nationale 1 2017-2018
L'édition 2016-2017 du championnat de France de rink hockey de Nationale 1 Féminine se déroule du 29 octobre 2016 au 14 mai 2017.
Organisé sous l'égide de la Fédération française de roller sports, le championnat est composé de huit équipes qui se rencontrent chacune deux fois, sous la forme de plateau.

## Clubs engagés pour la saison 2016-2017
| \| Coutras Noisy-le-Grand Mérignac Aix-les-Bains Nantes Saint-Brieuc Callac Fontenay-sous-Bois \| Localisation des clubs engagés dans le championnat. |
| Coutras Noisy-le-Grand Mérignac Aix-les-Bains Nantes Saint-Brieuc Callac Fontenay-sous-Bois                                                           |

| Club               | Classement 2015-2016 | Entraîneur(s) | Salle(s)                                 |
| ------------------ | -------------------- | ------------- | ---------------------------------------- |
| US Coutras         | 1re                  |               | Patinoire Milou Ducourtioux, Coutras     |
| SA Mérignac        | 2e                   |               | Roller Stadium, Mérignac                 |
| CS Noisy-le-Grand  | 3e                   |               | Gymnase des Yvris, Noisy-le-Grand        |
| Nantes Métropole   | 4e                   |               | Salle du Croissant, Nantes               |
| RAC Saint-Brieuc   | 5e                   |               | Salle André Pelé, Saint-Brieuc           |
| Hermine Callacoise | 6e                   |               | Salle Albert Monfort, Callac             |
| SHF Fontenay       | 8e                   |               | Gymnase Léo Lagrange, Fontenay-sous-Bois |
| HR Aix-les-Bains   | -                    |               | Halle de Marlioz, Aix-les-Bains          |

## Saison régulière

### Tableau synthétique des résultats
| Résultats (dom.\ext.)                                      | USC  | CSNG | SAM  | HR  | NM   | RAC  | HC   | SHCF |
| US Coutras                                                 |      | 5-2  | 7-1  | 5-3 | 9-0  | 10-1 | 10-0 | 10-0 |
| CS Noisy-le-Grand                                          | 3-1  |      | 4-1  | 4-0 | 3-3  | 10-2 | 9-0  | 11-1 |
| SA Mérignac                                                | 0-3  | 5-5  |      | 5-4 | 7-1  | 10-0 | 10-0 | 11-2 |
| HR Hockey Aix-les-Bains                                    | 2-8  | 3-2  | 4-6  |     | 1-1  | 4-1  | 3-7  | 11-3 |
| Nantes Métropole                                           | 2-8  | 0-9  | 1-10 | 1-3 |      | 10-0 | 5-2  | 7-1  |
| RAC Saint-Brieuc                                           | 0-10 | 0-10 | 1-9  | 0-4 | 2-7  |      | 2-1  | 1-1  |
| Hermine Callacoise                                         | 0-10 | 0-10 | 1-11 | 0-1 | 2-3  | 2-5  |      | 10-0 |
| SHC Fontenay                                               | 1-11 | 1-11 | 0-10 | 0-9 | 0-10 | 0-10 | 3-5  |      |
| - Victoire à domicile - Match nul - Victoire à l'extérieur |      |      |      |     |      |      |      |      |

### Classement de la saison régulière
| Rang | Équipe             | Pts | J  | G  | N | P  | Bp  | Bc  | Diff |
| ---- | ------------------ | --- | -- | -- | - | -- | --- | --- | ---- |
| 1    | US Coutras T       | 39  | 14 | 13 | 0 | 1  | 107 | 15  | +92  |
| 2    | CS Noisy-le-Grand  | 32  | 14 | 10 | 2 | 2  | 93  | 22  | +71  |
| 3    | SA Mérignac        | 31  | 14 | 10 | 1 | 3  | 96  | 33  | +63  |
| 4    | HR Aix-les-Bains   | 25  | 14 | 8  | 1 | 5  | 56  | 39  | +17  |
| 5    | Nantes Métropole   | 20  | 14 | 6  | 2 | 6  | 51  | 57  | -6   |
| 6    | RAC Saint-Brieuc   | 8   | 14 | 3  | 1 | 8  | 25  | 88  | -63  |
| 7    | Hermine Callacoise | 6   | 12 | 2  | 0 | 12 | 26  | 86  | -60  |
| 8    | SHC Fontenay       | 1   | 14 | 0  | 1 | 13 | 13  | 127 | -114 |

|   | Champion et qualification en Ligue européenne |
|   | Qualification en Ligue européenne             |
| T | Tenant du titre                               |

### Meilleurs buteurs
| Pl. | Nom                     | Club           | Buts |
| --- | ----------------------- | -------------- | ---- |
| 1   | Julie Lafourcade        | Coutras        | 39   |
| 2   | Marie Lebbada           | Aix-les-Bains  | 26   |
| 3   | Louisianne Corbin       | Mérignac       | 20   |
| 4   | Sandra Drouhet          | Coutras        | 18   |
| 5   | Claire Fay              | Nantes         | 17   |
| -   | Émilie Laboyrie-Couderc | Mérignac       | 17   |
| 7   | Adeline Le Borgne       | Mérignac       | 16   |
| 8   | Nolwenn Bena            | Mérignac       | 15   |
| -   | Tatiana Malard          | Noisy-le-Grand | 15   |
| -   | Camille Renier          | Noisy-le-Grand | 15   |
| 11  | Vania Ribeiro           | Coutras        | 14   |